# Mário Raposo
Mário Ferreira Bastos Raposo est un homme politique portugais né à Coimbra le 15 janvier 1929 et décédé à Lisbonne le 2 octobre 2013. Il a notamment exercé la fonction de Provedor de Justiça.

## Études
- Licence de la faculté de droit de Coimbra

## Avocat
- 1975-1977 - bâtonnier de l'ordre des avocats
- 1976-1977 - vice-président de l'union internationale des avocats

## Vie publique
- ministre de la justice des IIIe, VIe, IXe et Xe gouvernement constitutionnel portugais.